# Eric Van Lancker
Eric Van Lancker (født 30. april 1961 i Oudenaarde) er en tidligere belgisk landevejscykelrytter.